# Brachyglottis
Brachyglottis är ett släkte av korgblommiga växter. Brachyglottis ingår i familjen korgblommiga växter.

## Bildgalleri

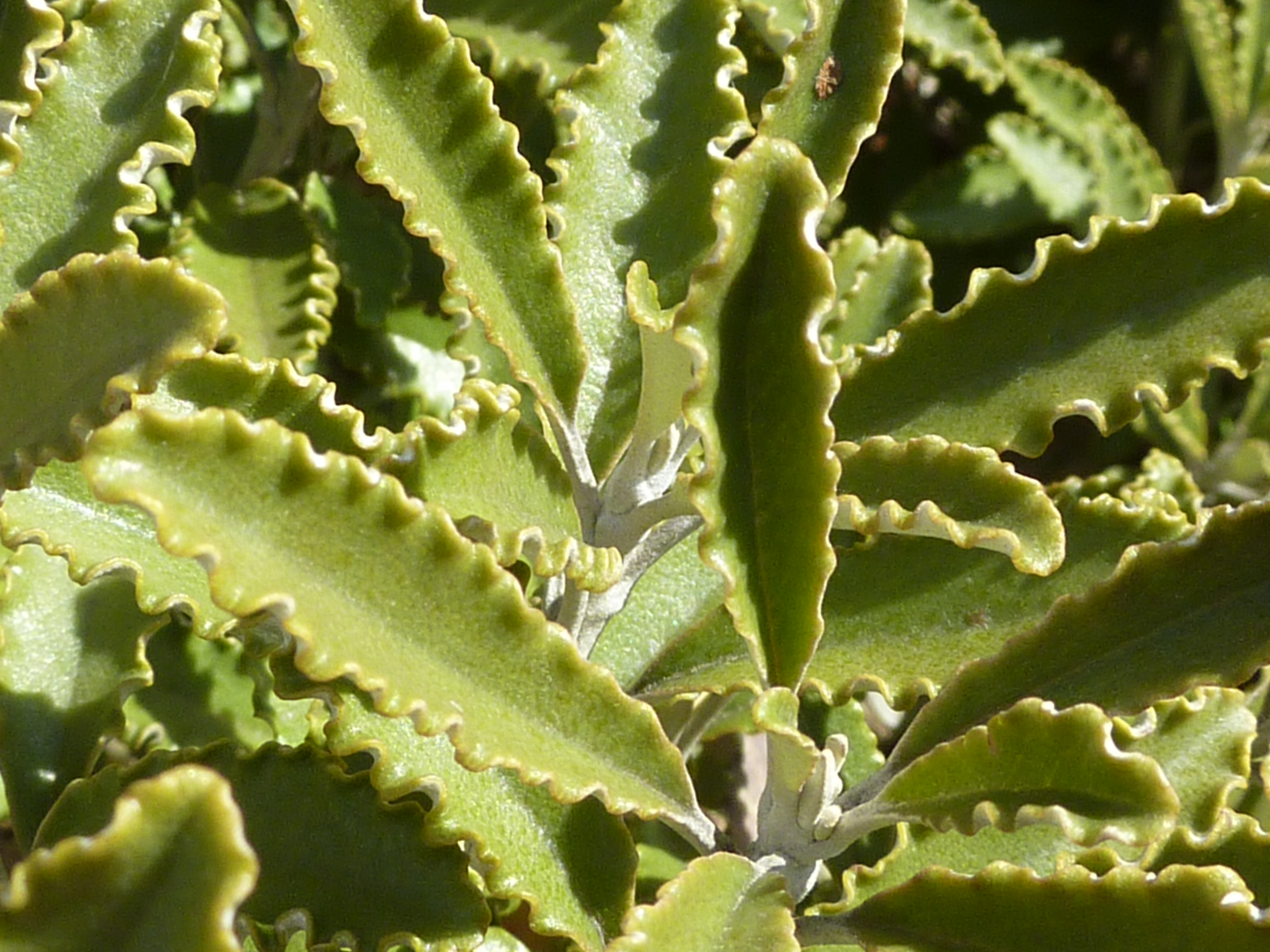
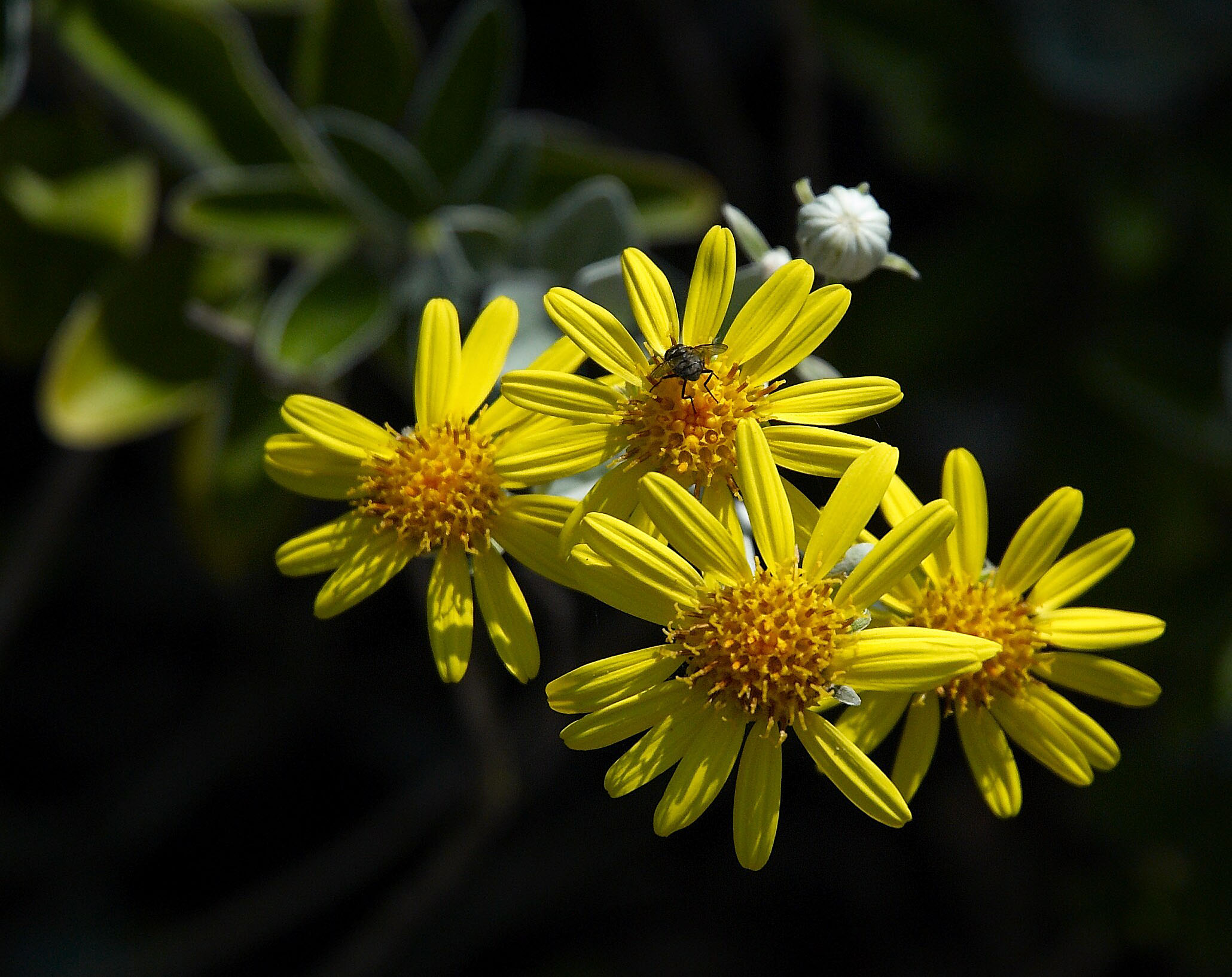

## Dottertaxa tillBrachyglottis, i alfabetisk ordning[1]
- Brachyglottis adamsii
- Brachyglottis arborescens
- Brachyglottis bellidioides
- Brachyglottis bidwillii
- Brachyglottis bifistulosa
- Brachyglottis buchananii
- Brachyglottis caledoniae
- Brachyglottis cassinioides
- Brachyglottis christensenii
- Brachyglottis cockaynei
- Brachyglottis compacta
- Brachyglottis elaeagnifolia
- Brachyglottis forsteri
- Brachyglottis greyi
- Brachyglottis haastii
- Brachyglottis hectori
- Brachyglottis huntii
- Brachyglottis kirkii
- Brachyglottis lagopus
- Brachyglottis lapidosa
- Brachyglottis laxifolia
- Brachyglottis matthewsii
- Brachyglottis monroi
- Brachyglottis myrianthos
- Brachyglottis orbiculatus
- Brachyglottis pentacopa
- Brachyglottis perdicioides
- Brachyglottis remotifolia
- Brachyglottis repanda
- Brachyglottis revoluta
- Brachyglottis rotundifolia
- Brachyglottis saxifragoides
- Brachyglottis sciadophila
- Brachyglottis southlandica
- Brachyglottis spedenii
- Brachyglottis stewartiae
- Brachyglottis traversii
- Brachyglottis turneri